# László Bíró
László Biro, (tiếng Hungary: Bíró László József; tiếng Tây Ban Nha: Ladislao José Biro (29 tháng 9 năm 1899 – 24 tháng 10 năm 1985) là người phát minh ra bút bi ; tiếng Tây Ban Nha: Ladislao José Biro).
và giới thiệu bút bi sản xuất đầu tiên ở Hội chợ quốc tế Budapest năm 1931. László Biro sinh ra ở Budapest vào ngày 29 tháng 9 năm 1899. Ông đã đỗ vào Trường Y khoa ở Budapest, nhưng không tốt nghiệp. Trong khi làm phóng viên, ông đã nhận thấy mực dùng để in báo khô rất nhanh và không làm cho giấy bị nhòe. Ông đã cố sử dụng cùng loại mực cho bút máy nhưng nhận thấy mực không chảy ra lưỡi bút do mực quá sệt. Và ông đã làm việc với anh trai, George - một kĩ sư hóa học và đã phát triển một loại mũi bút gồm một viên bi có thể xoay trong một hốc do đó có thể lăn mực từ ống chứa mực và in lên giấy. Bíró đã đăng ký phát minh ở Paris năm 1938. Năm 1950, Marcel Bich đã mua bản quyền của Bíró và sản phẩm bút bi đã trở thành sản phẩm chính của công ty Bic của ông. Ông cũng từng nổi tiếng 1 thời.
László Biro qua đời vào ngày 24 tháng 10 năm 1985 tại Buenos Aires.